# Conrad Grebel
Pour les articles homonymes, voir Grebel.
Conrad Grebel (1498–1526) est le cofondateur des Brethren de Suisse (ou « Frères suisses ») et considéré comme le « Père des Anabaptistes ».

## Biographie
Conrad Grebel, fils d'un important commerçant suisse de Zurich, est né aux environs de 1498. Il vit à Grüningen jusqu'en 1513 puis s'installe à Zürich. Il est éduqué à Bâle, Vienne et Paris. 

### Ministère
En 1521, il s'associe au groupe d'Ulrich Zwingli dont il devient un fervent soutien. C'est dans ce groupe qu'il devient également l'ami de Felix Manz. Mais avec 15 autres personnes, en 1523, il finit par se séparer de Zwingli à cause d'une dispute sur l'opportunité d'abolir la Messe et ses « abus ». Le second sujet qui accentue leur division est celui du baptême des enfants. Zwingli s'oppose à Manz et Grebel sur cette question. Le conseil municipal vote en faveur de Zwingli et du baptême des enfants, exige du groupe de Grebel qu'il cesse ses activités et ordonne que tout enfant qui n'a pas été baptisé lui soit présenté pour le baptême dans les 8 jours, faute de quoi l'exil du canton serait prononcé. Grebel a une fille en bas âge, Isabella, qui n'est pas baptisée et il refuse de leur amener. Il réunit son groupe, malgré l'interdiction, à la maison de Felix Manz en Suisse, le 21 janvier 1525 et exerce le premier baptême du croyant du mouvement
. Cette date est généralement considérée comme celle de la fondation de l'anabaptisme. Les participants quittèrent ensuite la réunion, durant laquelle il y eut plusieurs baptêmes (dont le « baptême de la foi » de Georges Blaurock), avec le sentiment d'avoir une nouvelle mission.
En octobre 1525, après plusieurs mois d'évangélisation dans des villes comme St Gall et Grüningen, après que de nombreux anabaptistes aient été arrêtés et parfois assassinés, Grebel fut finalement lui-même arrêté et emprisonné. C'est durant ce séjour en prison, qu'il prépara la défense de la position anabaptiste sur la question du baptême. Avec l'aide de ses proches, il s'évade en mars 1526. Il parvient à faire publier son pamphlet rédigé en prison avant de mourir de la peste au mois de juillet ou août 1526.

## Œuvre
Toute la production littéraire de Grebel se résume à 69 lettres écrites de septembre 1517 à juillet 1525, trois poèmes, une pétition au conseil de Zürich et le pamphlet contre le baptême des enfants. Trois lettres écrites par Grebel (à Benedikt Burgauer, 1523; à Vadian, 1524; et à Erhard Hegenwalt, 1525) ont été conservées. Bien qu'il n'ait vécu que 30 ans, qu'il ne se soit consacré au christianisme que 4 ans et n'ait donné qu'un an et demi à l'anabaptisme, l'impact de son action lui valut le titre de « Père des Anabaptistes » (ceux qui rejettent le baptême de l'enfant pour le remplacer par celui d'un adulte consentant, par acte de foi) et de chef du groupe des anabaptistes de Zürich.
Les croyances de Conrad Grebel laissent une empreinte profonde dans l'existence et la pensée du mouvement anabaptiste.
La liberté de conscience et la séparation de l'Église et de l'État sont parfois considérés comme deux héritages des anabaptistes de Zürich.

## Bibliogprahie
- Conrad Grebel — the Founder of the Swiss Brethren, by Harold S. Bender;  (ISBN 1-57910-157-7)
- Conrad Grebel, Son of Zurich, by John Landis Ruth;  (ISBN 1-57910-308-1)
- Mennonite Encyclopedia (5 Vols.), Harold S. Bender, Cornelius J. Dyck, Dennis D. Martin, Henry C. Smith, et al., editors;  (ISBN 0-8361-1018-8)
- The Anabaptist Story, by William R. Estep;  (ISBN 0-8028-1594-4)
- The Anabaptist Vision, by Harold S. Bender;  (ISBN 0-8361-1305-5)